# Petr Matoušek
Petr Matoušek, né le 19 décembre 1949 à Teplice nad Bečvou et mort le 17 février 2025, est un coureur cycliste tchécoslovaque. Actif durant les années 1960 et 1970, il a été médaillé du championnat du monde du contre-la-montre par équipe en 1970 et 1975, champion de Tchécoslovaquie sur route en 1972 et vainqueur du Tour de Yougoslavie en 1975. Il a représenté la Tchécoslovaquie aux Jeux olympiques de 1972 et 1976 avec pour meilleur résultat une cinquième place au contre-la-montre par équipes en 1976.

## Palmarès
- 1970
  -  Médaillé d'argent du championnat du monde du contre-la-montre par équipe amateurs (avec Jiří Mainuš, František Řezáč et Milan Puzrla)
  - 2e du Tour de Bohême
  - 8e du championnat du monde sur route amateurs
- 1972
  - Champion de Tchécoslovaquie sur route
  - 1re étape de Vienne-Rabenstein-Gresten-Vienne
  - 2e de Vienne-Rabenstein-Gresten-Vienne
- 1973
  - 8e étape du Tour d'Algérie
  - 1re étape de la Semaine cycliste bergamasque
- 1975
  - Tour de Yougoslavie
  -  Médaillé de bronze du championnat du monde du contre-la-montre par équipe amateurs (avec Vlastimil Moravec, Vladimír Vondráček et Petr Buchacek)
- 1976
  - 5e du contre-la-montre par équipes des Jeux olympiques de Montréal (avec Petr Bucháček, Milan Puzrla et Vladimír Vondráček)
- 1977
  - 2e du Grand Prix d'Annaba
  - 3e du Tour de Bohême